# Balsfjordeidet

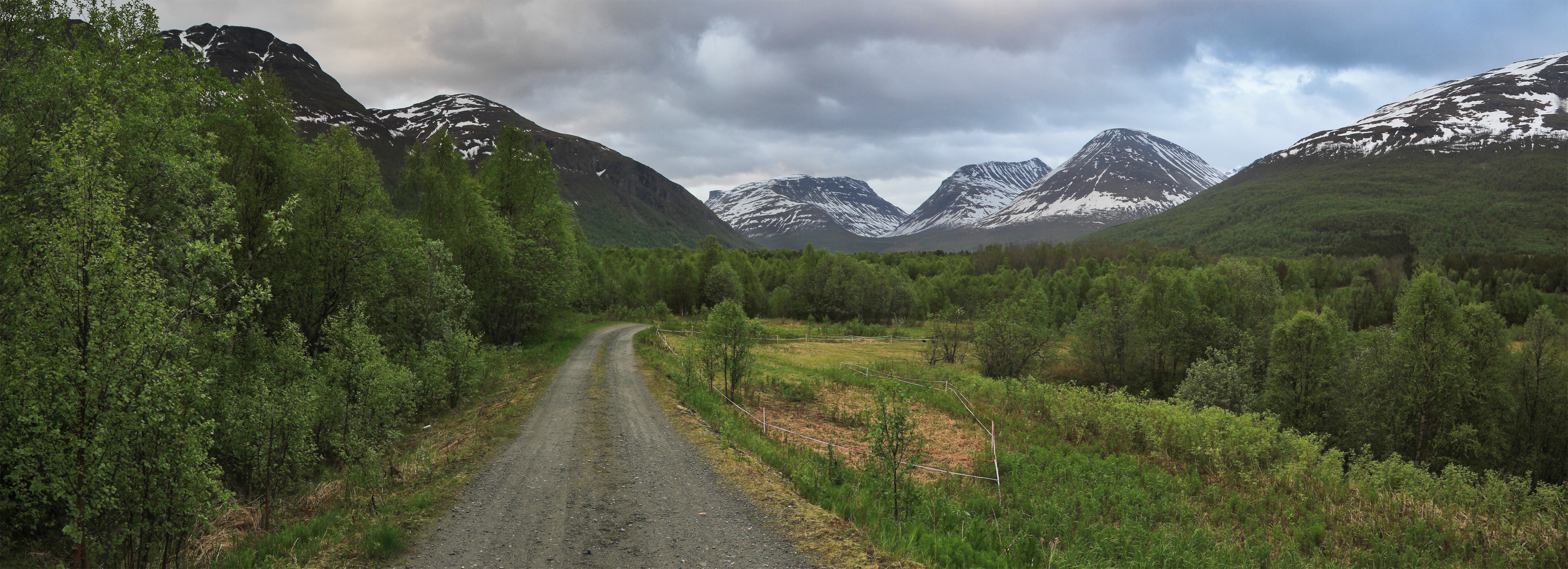
Landschaft in Balsfjordeidet in Balsfjord, Troms, Norwegen bei Abenddämmerung im Juni 2011

Balsfjordeidet ist die Landenge zwischen dem Balsfjord und dem Storfjord auf der Lyngenhalbinsel (norwegisch Lyngenhalvøya) in Troms in Norwegen.